# Troféu Kikito de Melhor Atriz Coadjuvante

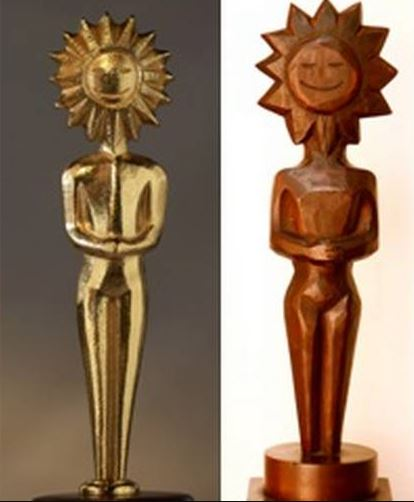
Kikito Bronze (Esq) - Imbuia (Dir)

O Troféu Kikito de Melhor Atriz Coadjuvante  é um prêmio laureado a melhor atriz coadjuvante em um longa-metragem  concedido pelo Festival de Gramado desde 1976, sendo um dos principais prêmios do cinema brasileiro.
Imara Reis manteve por 28 anos o recorde como atriz mais premiada nessa categoria, com 02 prêmios. Clarisse Abujamra e Bianca Byington, também possuem 02 Kikito. Já Alaíde Costa é a atriz mais velha a ser premiada, com 84 anos, tendo Lídia Mattos sido a recordista anterior, ao ser premiada aos 76 anos, em 2000. Lídia Mattos e Dilma Lóes são as únicas atrizes premiadas nesta categoria que são mãe e filha, respectivamente.

## Lista de Vencedoras
- A lista a seguir conta com os nomes divulgados no site oficial do Festival de Gramado:

### Década de 1970
| Ano  | Atriz          | Personagem | Filme                    | Ref.  |
| ---- | -------------- | ---------- | ------------------------ | ----- |
| 1976 | Camila Amado   | Noêmia     | O Casamento              | [ 2 ] |
| 1977 | Marlene França | Arlete     | Crueldade Mortal         | [ 2 ] |
| 1978 | Myriam Muniz   | Tonica     | O Jogo da Vida           | [ 2 ] |
| 1979 | Dilma Lóes     | Rita       | A Volta do Filho Pródigo | [ 2 ] |

### Década de 1980
| Ano  | Atriz              | Personagem       | Filme                 | Ref.  |
| ---- | ------------------ | ---------------- | --------------------- | ----- |
| 1980 | Thelma Reston      | Aracy            | Os Sete Gatinhos      | [ 2 ] |
| 1981 | Tânia Alves        | Avana            | Cabaret Mineiro       | [ 2 ] |
| 1982 | Ruthinéa de Moraes | Lurdes           | Sete Dias de Agonia   | [ 2 ] |
| 1982 | Carla Camurati     | Vera Maria Gatta | O Olho Mágico do Amor | [ 2 ] |
| 1982 | Bianca Byington    | Bárbara          | Tormenta              | [ 2 ] |
| 1983 | Sílvia Bandeira    | Cotinha          | Bar Esperança         | [ 2 ] |
| 1984 | Maria Sílvia       | Dona-Dona        | Noites do Sertão      | [ 2 ] |
| 1985 | Cristina Aché      | Mulher           | Noites do Sertão      | [ 2 ] |
| 1985 | Cristina Aché      | Ângela           | Estrela Nua           | [ 2 ] |
| 1986 | Imara Reis         | Flora            | Sonho Sem Fim         | [ 2 ] |
| 1986 | Imara Reis         | Dóris            | Filme demência        | [ 2 ] |
| 1987 | Vanessa Alves      | Aninha           | Anjos do Arrabalde    | [ 2 ] |
| 1988 | Iara Jamra         | Ritinha          | Dedé Mamata           | [ 2 ] |
| 1989 | Imara Reis         | Neuza            | Jardim de Alah        | [ 2 ] |

### Década de 1990
| Ano  | Atriz                             | Personagem                        | Filme                             | Ref.  |
| ---- | --------------------------------- | --------------------------------- | --------------------------------- | ----- |
| 1990 | Stella Freitas                    | Secretária                        | Stelinha                          | [ 2 ] |
| 1991 | Ana Beatriz Nogueira              | Esposa jovem                      | Matou a Família e Foi ao Cinema   | [ 2 ] |
| 1992 | Não teve essa categoria nesse ano | Não teve essa categoria nesse ano | Não teve essa categoria nesse ano | [ 2 ] |
| 1993 | Claudette Maillé                  | Gertrudis                         | Como agua para chocolate          | [ 2 ] |
| 1994 | Mirta Ibarra                      | Nancy                             | Fresa y chocolate                 | [ 2 ] |
| 1995 | Margarita Sanz                    | Susanita                          | El callejón de los milagros       | [ 2 ] |
| 1996 | Não teve essa categoria nesse ano | Não teve essa categoria nesse ano | Não teve essa categoria nesse ano | [ 2 ] |
| 1997 | Não teve essa categoria nesse ano | Não teve essa categoria nesse ano | Não teve essa categoria nesse ano | [ 2 ] |
| 1998 | Beatriz valdez                    | Mulher                            | La voz del corazón                | [ 2 ] |
| 1999 | Não teve essa categoria nesse ano | Não teve essa categoria nesse ano | Não teve essa categoria nesse ano | [ 2 ] |

### Década de 2000
| Ano  | Atriz                             | Personagem                        | Filme                             | Ref.  |
| ---- | --------------------------------- | --------------------------------- | --------------------------------- | ----- |
| 2000 | Lídia Mattos                      | Letícia Soares Barbosa            | Eu Não Conhecia Tururú            | [ 2 ] |
| 2001 | Sônia Braga                       | Marcela                           | Memórias Póstumas                 | [ 2 ] |
| 2002 | Suzana Saldanha                   | Laura                             | Separações                        | [ 2 ] |
| 2003 | Dira Paes                         | Joana                             | Noite de São João                 | [ 2 ] |
| 2004 | Taís Araújo                       | Maria Aparecida "Cida" (jovem)    | As Filhas do Vento                | [ 2 ] |
| 2004 | Thalma de Freitas                 | Maria da Ajuda "Ju" (jovem)       | As Filhas do Vento                | [ 2 ] |
| 2005 | Aya Ono                           | Batyan                            | Gaijin - Ama-me como Sou          | [ 2 ] |
| 2006 | Mary Sheila                       | Celeste                           | Anjos do Sol                      | [ 2 ] |
| 2007 | Não teve essa categoria nesse ano | Não teve essa categoria nesse ano | Não teve essa categoria nesse ano | [ 2 ] |
| 2008 | Não teve essa categoria nesse ano | Não teve essa categoria nesse ano | Não teve essa categoria nesse ano | [ 2 ] |
| 2009 | Não teve essa categoria nesse ano | Não teve essa categoria nesse ano | Não teve essa categoria nesse ano | [ 2 ] |

### Década de 2010
| Ano  | Atriz                             | Personagem                        | Filme                             | Ref. |
| 2010 | Não teve essa categoria nesse ano | Não teve essa categoria nesse ano | Não teve essa categoria nesse ano |      |
| 2011 | Não teve essa categoria nesse ano | Não teve essa categoria nesse ano | Não teve essa categoria nesse ano |      |
| 2012 | Não teve essa categoria nesse ano | Não teve essa categoria nesse ano | Não teve essa categoria nesse ano |      |
| ---- | --------------------------------- | --------------------------------- | --------------------------------- | ---- |
| 2013 | Clarisse Abujamra                 | Clara                             | A Coleção Invisível               |      |
| 2014 | Andréa Buzato                     | Dona Minina                       | Os Senhores da Guerra             |      |
| 2015 | Fernanda Rocha                    | Paula                             | O Último Cine Drive-in            |      |
| 2016 | Glauce Guima                      | Bel                               | Barata Ribeiro, 716               |      |
| 2017 | Clarisse Abujamra                 | Clarice Fabri                     | Como Nossos Pais                  |      |
| 2018 | Adriana Esteves                   | Sônia                             | Benzinho                          |      |
| 2019 | Soia Lira                         | Maria                             | Pacarrete                         |      |
| 2019 | Carol Castro                      | Madalena                          | Veneza                            |      |

### Década de 2020
| Ano  | Atriz           | Personagem | Filme              | Ref.  |
| ---- | --------------- | ---------- | ------------------ | ----- |
| 2020 | Alaíde Costa    | Josefina   | Todos os Mortos    | [ 2 ] |
| 2021 | Bianca Byington | Lola       | Homem Onça         | [ 2 ] |
| 2022 | Joana Gatis     | Beatriz    | Noites Alienígenas | [ 3 ] |
| 2023 | Neusa Borges    | Malvina    | Mussum, o filmis   | [ 4 ] |